# Tuinanjer
De tuinanjer (Dianthus caryophyllus) is een sierplant uit de anjerfamilie. 
De wilde voorouder van de gecultiveerde tuinanjer is afkomstig uit West- en Zuid-Frankrijk en is helder paarsroze van kleur. In de gekweekte vorm komen tuinanjers naast roze voor in allerlei kleuren zoals rood, wit, geel, zalm, groen en allerlei tweekleurige variaties. De tuinanjer heeft doorgaans een zoete geur. Ze wordt gekweekt in borders maar ook in potten. 

## Zaaien
De kiemtemperatuur is 20 °C. Zaaien kan in maart-april in potten of in een koude bak. Vanaf mei is het mogelijk te zaaien op een zaaibed of direct ter plekke. De kiemtijd is zeven tot veertien dagen. De tuinanjer heeft vochthoudend matig voedselrijk grond nodig. De beste plek voor de plant is in de zon.

## Bloei
De tuinanjer bloeit in mei en juni en wordt ongeveer 25 cm hoog. Als er na de bloei wordt gesnoeid volgt er vaak nog een tweede bloei. Na de bloei vormt de plant een bodembedekkende pol. 

## Stekken
Allereerst de bloemen verwijderen. De overblijvende takjes zijn allemaal stekken. Nadat de meeste onderste bladeren zijn verwijderd worden de takjes met nog enkele blaadjes eraan in nat zand of potgrond gestoken. Ze worden onder glas of plastic geplaatst en enkele weken goed vochtig gehouden. De meeste van de zo behandelde stekjes zullen wortel schieten en het jaar er op bloeien.

## Scheuren
Tuinanjers zijn goed te scheuren. Met een spitvork wordt een pol uit de grond genomen en zorgvuldig uiteen gehaald. De jongste delen uit de buitenste rand van de pol zijn geschikt om in te planten of op te potten. Oudere pollen laten zich soms moeilijk delen, er moet dan een spade of mes aan te pas komen.
Het is ook mogelijk om met een mes stekken waaraan een stukje wortel zit uit een pol te nemen. Nadat in potgrond verdere beworteling heeft plaatsgevonden kunnen de stekken uitgeplant worden.
... · 
D. acicularis ·  
D. alpinus (Alpenanjer) ·  
D. armeria (Ruige anjer) ·  
D. barbatus (Duizendschoon) ·  
D. callizonus ·  
D. carthusianorum (Kartuizer anjer) ·  
D. caryophyllus (Tuinanjer) ·  
D. chinensis (Chinese anjer) ·  
D. deltoides (Steenanjer) ·  
D. gratianopolitanus (Rotsanjer) ·  
D. hypanicus ·  
D. lumnitzeri ·  
D. plumarius (Grasanjer) ·  
D. sternbergii ·  
D. superbus (Prachtanjer) ·  
D. sylvestris (Bosanjer) ·    
...